# القهوة مع الحليب

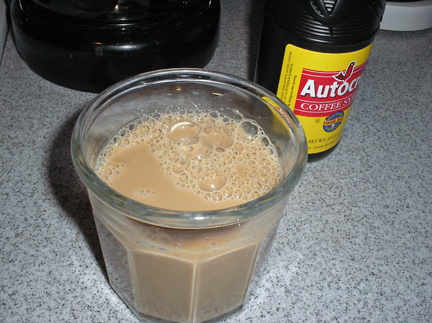
القهوة مع الحليب.

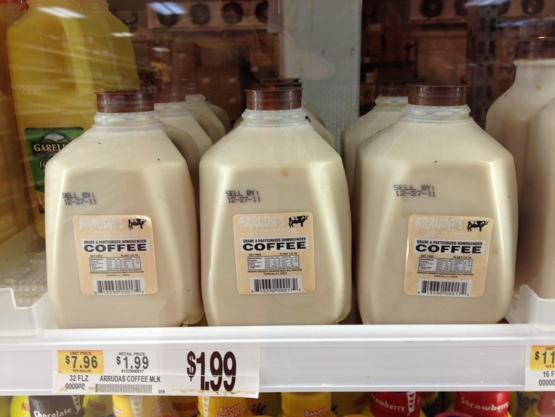
القهوة مع الحليب المحضرة في السوبرماركت - قسم منتجات الحليب.

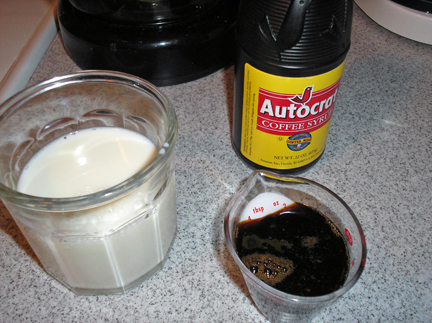
تحضر القهوة مع الحليب بإضافة شراب القهوة للحليب (مصورة).

القهوة مع الحليب هي مشروب يُحضّر عن طريق خلط شراب القهوة والحليب معًا بطريقة مشابهة لـطريقة تحضير حليب الشيكولاتة، وهو المشروب الرسمي في ولاية رود آيلاند في الولايات المتحدة الأمريكية. ويتكون شراب القهوة من القهوة المحلاة المركزة التي تعد المكون الرئيس للقهوة مع الحليب. ويعد هذا الشراب عن طريق تصفية الماء والسكر من القهوة. 

## تاريخ القهوة مع الحليب

### رود آيلاند
إن المصدر الدقيق لهذا الشراب غير معروف ولكن العديد من المصادر تتابع إلى القرن 19 للمهاجرين الإيطاليين في بروفيدنس في ولاية رود آيلاند. ويمكن إيجاده في الأجزاء الجنوبية الشرقية من نيو إنجلاند في مخازن منتجات الحليب بنكهات أخرى. وهو أيضا عنصر شائع في قوائم العشاء، وقاعات طعام الجامعات، بل ويرتبط بتقديمه مع شطائر السجق في قائمة المطاعم في نيويورك، وما تزال شعبية وتوافر القهوة مع الحليب موجودة في رود آيلاند.
وقد سمّت رود آيلاند القهوة مع الحليب بالمشروب الرسمي للدولة في عام 1993 بعد منافسة مع ليموند ديل وهي مؤسسة أخرى في رود آيلاند.

### شراب القهوة
يحضّر شراب القهوة عن طريق تصفية الماء الساخن والسكر من القهوة، ويجهز أيضا بإعداد كمية كبيرة من القهوة ثم يضاف لها السكر بعد ذلك، وطريقة تبريد شراب القهوة تتضمن تبلل) حبوب القهوة المسحوقة وتترك مدة بسيطة وبعد ذلك يتم إضافة السكر لها، وقد أنتجت اولاً في عام 1930 في زاوية في مخازن للأدوية، وقد كان الأطفال هم الفئة المستهدفة بينما كان الكبار يشربون القهوة الساخنة، ونظرًا لشعبية المنتج فقد عبّأ التجار شراب القهوة وتم بيعه في الأسواق. وقد قُدّم أول شراب من القهوة المنتجة من قِبل شركة سيلمو للتعبئة في نيوبيدفورد في ماساتشوستس في عام 1932. وفي عام 1938 بدأت شركة إكليبس فود برودوكتس في وَرِك في رود آيلاند بترويج منتجها الخاص من شراب القهوة مع لينكولن و رود آيلاند أوتوكرات كوفي إلى السوق في عام 1940، واشترت أوتوكرات منذ فترة طويلة منافسها إكليبس في عام 1991 واليوم تنتج كلا العلامتين التجاريتين هذا الشراب. 
ويمكن تحضير طرق مستحدثة من شراب القهوة باستخدام القهوة المخمرة والسكر المطبوخ.

## استخدامه في المشروبات الأخرى
وقد استخدمت القهوة مع الحليب وشراب القهوة ضمن المكونات في مشروبات أخرى.
وتعد كابينة القهوة القائمة على المثلجات الموجودة حصريًا في رود آيلاند وجنوب شرق ماساشوستس، وتتكون من مثلجات القهوة، وشراب القهوة، والحليب.
وقد أقيمت شراكة في شهر ديسمبر سنة 2013 بين شركة ناراغانسيت بروينغ وشركة أوتوكرات كوفي للتسويق لإصدار محدود لـ «كوفي ميلك ستاوت». 